# Oligographa juniperi
Oligographa juniperi är en fjärilsart som beskrevs av Jean Baptiste Boisduval 1847. Oligographa juniperi ingår i släktet Oligographa och familjen svärmare. Inga underarter finns listade i Catalogue of Life.